# Michał Zaleski
Michał Franciszek Zaleski (ur. 14 lipca 1952 w Kamieniu) – polski samorządowiec, w latach 2002–2024 prezydent Torunia.

## Życiorys
Ukończył geografię na Uniwersytecie Mikołaja Kopernika w Toruniu oraz podyplomowe studia z zakresu organizacji i kierowania na Uniwersytecie Warszawskim. Pracował w spółdzielczości, do 2002 przez kilkanaście lat zajmował stanowisko prezesa zarządu Młodzieżowej Spółdzielni Mieszkaniowej w Toruniu. Przed 1989 był członkiem PZPR.
W latach 1994–2002 sprawował mandat radnego toruńskiej rady miasta z ramienia Sojuszu Lewicy Demokratycznej (nie będąc członkiem tej partii), zasiadał w komisjach gospodarki komunalnej oraz polityki przestrzennej i ochrony środowiska.
W wyborach samorządowych w 2002 był kandydatem lokalnego komitetu wyborczego „Czas na Gospodarza” na urząd prezydenta miasta. W drugiej turze otrzymał 21 432 głosy (50,96%). 28 lutego 2005 podpisał deklarację ideową Partii Demokratycznej, jednak nie zaangażował się w działalność tego ugrupowania i pozostał bezpartyjny.
W wyborach samorządowych w 2006 (z ramienia komitetu „Czas Gospodarzy”) został wybrany na drugą kadencję wynikiem 70,62% poparcia w pierwszej turze (45 142 głosów), pokonując m.in. popieranego przez PO Mariana Filara. W 2007 został członkiem Stowarzyszenia Ordynacka.
Na trzecią kadencję został wybrany w wyborach samorządowych w 2010 (ponownie z ramienia „Czasu Gospodarzy”), uzyskując 65,59% poparcia (41 452 głosy) w pierwszej turze wyborów. Również w 2014 i 2018 wygrywał w pierwszej turze – otrzymał odpowiednio 42 756 głosów (70,26%) i 44 840 głosów (55,42%).
W 2017 wszedł w skład zespołu doradców samorządowych przy założonej przez Jarosław Gowina partii Porozumienie. W wyborach samorządowych w 2024 uzyskał 18 315 głosów (26,41%) w pierwszej turze, przechodząc do drugiej tury. Otrzymał w niej 21 048 głosów (35,00%), przegrywając z kandydatem Koalicji Obywatelskiej Pawłem Gulewskim. Uzyskał natomiast w tych wyborach mandat radnego Torunia.

## Życie prywatne
Syn Stefana i Ireny. Żonaty z Krystyną, ma dwoje dzieci (Monikę i Jakuba).

## Odznaczenia i wyróżnienia
- 1999 – Srebrny Krzyż Zasługi[9]
- 2005 – Krzyż Kawalerski Orderu Odrodzenia Polski[10]
- 2005 – „Cor bonum”, nagroda przyznana przez Caritas z diecezji toruńskiej[11]
- 2007 – tytuł „Człowieka Roku”, wyróżnienie regionalne przyznane przez czasopismo „Forbes”[11]
- 2007 – Nagroda im. Grzegorza Palki[11]
- 2013 – Złota Odznaka „Zasłużony dla Ochrony Przeciwpożarowej”[12]
- 2014 – Krzyż Oficerski Orderu Odrodzenia Polski[13]
- 2014 – Krzyż „Pro Mari Nostro” (Liga Morska i Rzeczna)[14]
- 2014  – Odznaczenie Pamiątkowe „Za zasługi dla Światowego Związku Żołnierzy Armii Krajowej”[15][16]
- 2018 – honorowy medal miasta Getyngi[17]
- 2019 – tytuł „Człowieka Roku” w konkursie Smart City[18]
- 2019 – tytuł „Budowniczego Polskiego Sportu XX-lecia”[19]
- 2019 – Medal „W służbie Bogu i Ojczyźnie”[20]
- 2020 – Medal „Pro Patria”[21]
- 2020 – tytuł honorowy „HIT Promocji Regionu”[22]
- 2024 – Medal „Pro Bono Poloniae”[23]